# 6780 Borodin
6780 Borodin eller 1990 ES3 är en asteroid i huvudbältet som upptäcktes den 2 mars 1990 av den belgiske astronomen Eric W. Elst vid Haute-Provence-observatoriet. Den är uppkallad efter den ryske kompositören Aleksandr Borodin.
Asteroiden har en diameter på ungefär 4 kilometer.